# Zápas na Letních olympijských hrách 2016 – muži, volný styl do 74 kg
Zápasy v ve volném stylu na Letních olympijských hrách v Riu v kategorii velterových vah mužů proběhly v hale Carioca Arena 2 v přilehlé části Ria de Janeira v Barra da Tijuca 19. srpna 2016.

## Finále
| finále         |               |
| -------------- | ------------- |
| Aniuar Gedujev | Hasan Jazdání |
| Hasan Jazdání  | Hasan Jazdání |

## Opravy / O bronz
Do oprav se dostali volnostylaří, kteří během turnaje v pavouku prohráli svůj zápas s jedním ze dvou finalistů.
| opravy    | opravy              | o bronz              |                   |
| --------- | ------------------- | -------------------- | ----------------- |
| volný los | Bekzod Abdurahmonov | Bekzod Abdurahmonov  | Džabrajil Hasanov |
| volný los | Bekzod Abdurahmonov | Bekzod Abdurahmonov  | Džabrajil Hasanov |
|           | Jordan Burroughs    | Bekzod Abdurahmonov  | Džabrajil Hasanov |
|           |                     | Džabrajil Hasanov    | Džabrajil Hasanov |
| volný los | Asnage Castelly     | Soner Demirtaş       | Soner Demirtaş    |
| volný los | Asnage Castelly     | Soner Demirtaş       | Soner Demirtaş    |
|           | Soner Demirtaş      | Soner Demirtaş       | Soner Demirtaş    |
|           |                     | Galymzhan Usserbayev | Soner Demirtaş    |

## Pavouk
|   | 1/32                 | 1/16                 | čtvrtfinále          | semifinále           | finále         |
| - | -------------------- | -------------------- | -------------------- | -------------------- | -------------- |
| A | volný los            | Jordan Burroughs     | Jordan Burroughs     | Aniuar Gedujev       | Aniuar Gedujev |
| A | volný los            | Jordan Burroughs     | Jordan Burroughs     | Aniuar Gedujev       | Aniuar Gedujev |
| A | volný los            | Augusto Midana       | Jordan Burroughs     | Aniuar Gedujev       | Aniuar Gedujev |
| A | volný los            | Augusto Midana       | Jordan Burroughs     | Aniuar Gedujev       | Aniuar Gedujev |
| A | volný los            | Aniuar Gedujev       | Aniuar Gedujev       | Aniuar Gedujev       | Aniuar Gedujev |
| A | volný los            | Aniuar Gedujev       | Aniuar Gedujev       | Aniuar Gedujev       | Aniuar Gedujev |
| A | volný los            | Bekzod Abdurahmonov  | Aniuar Gedujev       | Aniuar Gedujev       | Aniuar Gedujev |
| A | volný los            | Bekzod Abdurahmonov  | Aniuar Gedujev       | Aniuar Gedujev       | Aniuar Gedujev |
| B | volný los            | Ijakob Makarašvili   | Ijakob Makarašvili   | Džabrajil Hasanov    | Aniuar Gedujev |
| B | volný los            | Ijakob Makarašvili   | Ijakob Makarašvili   | Džabrajil Hasanov    | Aniuar Gedujev |
| B | volný los            | Georgi Ivanov        | Ijakob Makarašvili   | Džabrajil Hasanov    | Aniuar Gedujev |
| B | volný los            | Georgi Ivanov        | Ijakob Makarašvili   | Džabrajil Hasanov    | Aniuar Gedujev |
| B | volný los            | Carlos Izquierdo     | Džabrajil Hasanov    | Džabrajil Hasanov    | Aniuar Gedujev |
| B | volný los            | Carlos Izquierdo     | Džabrajil Hasanov    | Džabrajil Hasanov    | Aniuar Gedujev |
| B | volný los            | Džabrajil Hasanov    | Džabrajil Hasanov    | Džabrajil Hasanov    | Aniuar Gedujev |
| B | volný los            | Džabrajil Hasanov    | Džabrajil Hasanov    | Džabrajil Hasanov    | Aniuar Gedujev |
| C | volný los            | Pürevdžavyn Önörbat  | Soner Demirtaş       | Hasan Jazdání        | Hasan Jazdání  |
| C | volný los            | Pürevdžavyn Önörbat  | Soner Demirtaş       | Hasan Jazdání        | Hasan Jazdání  |
| C | volný los            | Soner Demirtaş       | Soner Demirtaş       | Hasan Jazdání        | Hasan Jazdání  |
| C | volný los            | Soner Demirtaş       | Soner Demirtaş       | Hasan Jazdání        | Hasan Jazdání  |
| C | volný los            | Hasan Jazdání        | Hasan Jazdání        | Hasan Jazdání        | Hasan Jazdání  |
| C | volný los            | Hasan Jazdání        | Hasan Jazdání        | Hasan Jazdání        | Hasan Jazdání  |
| C | volný los            | Asnage Castelly      | Hasan Jazdání        | Hasan Jazdání        | Hasan Jazdání  |
| C | volný los            | Asnage Castelly      | Hasan Jazdání        | Hasan Jazdání        | Hasan Jazdání  |
| D | Zelimchan Chadijev   | Zelimchan Chadijev   | Sósuke Takatani      | Galymzhan Usserbayev | Hasan Jazdání  |
| D | Narasingh Yadav      | Zelimchan Chadijev   | Sósuke Takatani      | Galymzhan Usserbayev | Hasan Jazdání  |
| D | Sósuke Takatani      | Sósuke Takatani      | Sósuke Takatani      | Galymzhan Usserbayev | Hasan Jazdání  |
| D | Talgat Ilyasov       | Sósuke Takatani      | Sósuke Takatani      | Galymzhan Usserbayev | Hasan Jazdání  |
| D | Liván López          | Liván López          | Galymzhan Usserbayev | Galymzhan Usserbayev | Hasan Jazdání  |
| D | Tajmuraz Frijev      | Liván López          | Galymzhan Usserbayev | Galymzhan Usserbayev | Hasan Jazdání  |
| D | Galymzhan Usserbayev | Galymzhan Usserbayev | Galymzhan Usserbayev | Galymzhan Usserbayev | Hasan Jazdání  |
| D | Evgheni Nedealco     | Galymzhan Usserbayev | Galymzhan Usserbayev | Galymzhan Usserbayev | Hasan Jazdání  |